# Ville Koski
Ville Koski, né le 27 janvier 2002 à Tuusula en Finlande, est un footballeur international finlandais. Il joue au poste de défenseur central au NK Istra 1961.

## Biographie

### En club
Né à Tuusula en Finlande, Ville Koski commence le football avec le Pallokerho Keski-Uusimaa (en). Il rejoint en janvier 2019 le FC Honka. Il est dans un premier temps intégré à l'équipe réserve du club, le FC Honka II.
Il joue son premier match avec l'équipe première le 12 septembre 2020, à l'occasion d'une rencontre de championnat contre le RoPS Rovaniemi. Il entre en jeu et son équipe l'emporte par trois buts à un.
C'est au cours de la saison 2021 que Koski commence à s'imposer en équipe première, jouant de plus en plus régulièrement et étant l'une des révélations du club.
le 19 mars 2022, Koski est titulaire lors de la finale de la coupe de la Ligue finlandaise contre le FC Inter Turku. Il participe à la victoire de son équipe par trois buts à un en délivrant une passe décisive. Il remporte ainsi le premier trophée de sa carrière.
En janvier 2024, Ville Koski rejoint la Croatie afin de s'engager en faveur du NK Istra 1961 pour un contrat courant jusqu'en juin 2027. Le transfert est annoncé dès le 3 décembre 2023.

### En sélection
Ville Koski honore sa première sélection avec l'équipe nationale de Finlande le 12 janvier 2023, face à l'Estonie. Il est titularisé, et son équipe est battue par un but à zéro.

## Palmarès
FC Honka
- Coupe de la Ligue (1) :
  - Vainqueur : 2022.